# Самурай: Шлях воїна
«Самурай: Шлях воїна» — кінофільм режисера Хіросі Інагакі, що вийшов на екрани в 1954 році.

## Зміст
Початок видовищного сказання, вражаюча розповідь про юність майбутнього героя. Приєднавшись до великої армії, Міямото отримує бойове хрещення у великій битві при Секігахара, але незабаром знову стає непередбачуваним одинаком, чия буйна вдача вселяє страх у кожного стрічного. Лише мудрому буддійському ченцю вдається перетворити жорстокого ронина Мусасі на відважного самурая на службі у сил добра. Відтепер ніхто не зрівняється з ним у бойовій доблесті і чистоті духу.

## Ролі
| Актор          | Роль |
| -------------- | ---- |
| Тосіро Міфуне  | -    |
| Рентаро Мікуні | -    |
| Куроемон Оное  | -    |
| Каору Ятігуса  | -    |
| Маріко Окада   | -    |
| Міцуко Міто    | -    |
| Ейко Міесі     | -    |
| Акіхіко Хірата | -    |
| Кусуо Абе      | -    |
| Ейтаро Одзава  | -    |

## Знімальна група
- Режисер — Хіросі Інагакі
- Сценарист — Хіросі Інагакі, Токухеї Вакао, Хідей Ходзе
- Продюсер — Кацуо Такімура, Роберт Б. Хомел
- Композитор — Ерік Колвін